# Nyiget-patak
A Nyiget-patak a Mátraalján ered, a Markazi-víztározóból, Heves vármegyében, mintegy 170 méteres tengerszint feletti magasságban. A patak forrásától kezdve déli irányban halad, majd Halmajugra és Detk települések közt éri el a Bene-patakot.
A patak vize a Bene-patakon keresztül a Tarnába jut. A patak elsősorban a Bene-patak, másod sorban a Tarna, harmad sorban a Zagyva, negyed sorban a Tisza és mindezeken túl a Duna vízgyűjtő területein fekszik.
A Nyiget-patak a Tarna Vízgyűjtő-tervezési alegység működési területéhez tartozik.

## Állatvilága
A patak halfaunáját a következő halak alkotják: domolykó (Leuciscus cephalus), fenékjáró küllő (Gobio gobio), szivárványos ökle (Rhodeus sericeus), kövi csík (Barbatula barbatula).

## Szennyezés a Nyiget-patakon
2019. július 22-én bejelentést kapott a Borsod-Abaúj-Zemplén Megyei Katasztrófavédelmi Igazgatóság, hogy vízszennnyezés és halpusztulás van a Nyiget-patakon. A patakba folyik az Őzse-völgyi zagytározó vize, mely a Mátrai Erőmű és a Viresol Kft. szennyvizeit és csapadékvizeit hivatott gyűjteni. A szennyezésről az Észak-magyarországi Vízügyi Igazgatóság értesítette a katasztrófavédelmet. A patakon a szennyezést a tározóból leeresztett nagy szervesanyag tartalmú víz okozta. A Nyiget-patak vize a Bene-patakba torkollik, melyen szintén végig haladt a szennyezés.
2019. november 20-án a Greenpeace Magyarország emberei mintákat vettek a Bene-patak és a Nyiget-patak vizéből, melyet egy akkreditált laboratóriumba küldtek el annak megállapítása érdekében, hogy ott vizsgálják meg a beküldött mintákat kén- és foszforvegyületekre, illetve toxikus fémekre.

## Part menti települések
- Markaz
- Halmajugra
- Detk